# Siège de Gaète (1860-1861)
Pour les articles homonymes, voir Siège de Gaète.
Guerres du Risorgimento : expédition des Mille
Batailles
- Calatafimi
- Palerme
- Milazzo
- Reggio
- Castelfidardo
- Caiazzo
- Volturno
- Garigliano
- Gaète

Le siège de Gaète (5 novembre 1860 - 13 février 1861), conduit par les troupes de l'armée sarde emmenées par le général Enrico Cialdini, met fin au processus de dissolution du royaume des Deux-Siciles à l'issue de l'expédition des Mille, ce qui permet la proclamation du royaume d'Italie.

## Le départ des Bourbons de Naples
Le soir du 6 septembre 1860, sur conseil du directeur de la police Liborio Romano, François II des Deux-Siciles quitte Naples à bord du bateau de guerre Il Messaggero accompagné de son épouse la reine Marie-Sophie de Bavière et de sa suite composée du prince Nicola Brancaccio di Ruffano, le comte Francesco de la Tour, le marquis Imperiali, la duchesse de San Cesareo, le duc de San Vito, Emanuele Caracciolo, le maréchal Riccardo de Sangro, prince de San Severo, l'amiral Leopoldo del Re, le maréchal Giuseppe Statella, le maréchal Francesco Ferrari, ainsi que 17 nobles qui constituent ses gardes du corps, sans tenter la moindre résistance.
La flotte sicilienne, commandée par l'amiral Louis de Bourbon-Siciles, comte d'Aquila et oncle de François II, présent dans la rade de Naples, refuse de suive le Il Messaggero ainsi les seuls navires militaires qui accompagnent le roi à Gaète sont le Partenope et l'aviso Delfino, qui prend à son bord les archives personnelles du roi et les bagages de la famille royale et de la cour, escortée du  Procida et du bateau espagnol Colòn avec à son bord le diplomate Salvador Bermúdez de Castro O'Lawlor. 
François II arrive à Gaète le 7 septembre 1860 à 6 heures. Il est suivi des diplomates étrangers présents à la cour : le nonce apostolique Pietro Gianelli, le ministre de la Russie, le prince Volkonskij, le ministre de l'Autriche et le personnel diplomatique du Brésil, de la Russie et de la Prusse. Le roi, parmi ses premiers actes, nomme comme nouveau chef du gouvernement le général Casella,  Ministre des finances le baron Salvatore Carbonelli,  Ministre de la marine l'amiral Leopoldo del Re,  Ministre de la justice le duc de Lauria, don Pietro Calà Ulloa, et enfin il envoie des télégrammes dans tout le royaume des Deux-Siciles pour informer que le gouvernement du royaume réside à Gaète.

## Les forces en jeu

### Les moyens siciliens
L'armée de terre sicilienne, quant à elle, est déployée sur la ligne du fleuve Volturno, au nord de la forteresse de Gaète et au sud de la ville fortifiée de Capua. Elles sont engagées dans la bataille du Volturno qui est perdue le 1er octobre 1860, les troupes restantes se replient sur Gaète pour une dernière résistance.

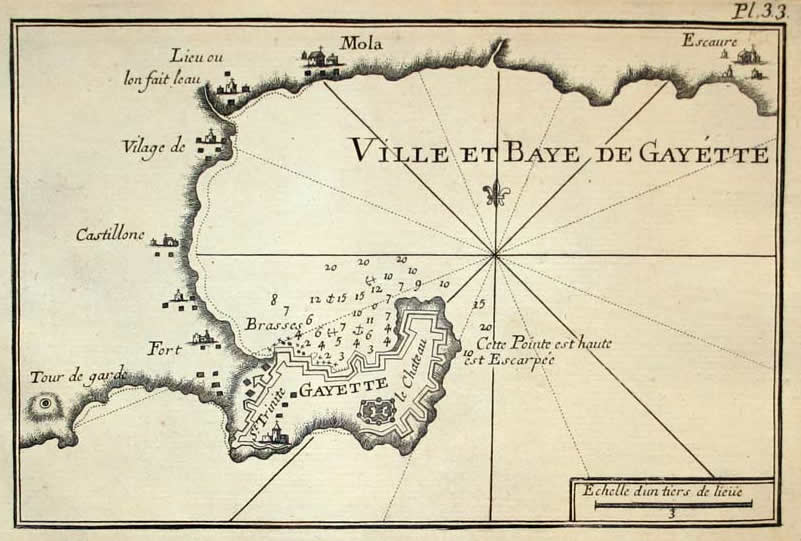
Plan de Gaète de 1764

Les forces terrestres composées de 16 700 soldats et de 994 officiers, trop nombreuses pour être stationnées dans le murs de Gaète, sont divisées en trois régiments de chasseurs commandés par le général de brigade Vincenzo Sanchez de Luna, disposés en partie dans le bourg de Gaète et en partie sur les collines des Cappuccini. Quatre compagnies de Suisses, commandées par le capitaine Hess, sont placées sur le promontoire des Torre Viola, un régiment près du cimetière et un autre régiment sur les collines Atratina. Enfin cinq autres régiments sont placés en dehors des murs de Gaète sur l'isthme de Montesecco.
L'artillerie, composée de 300 canons lisses et de seulement quatre canons rayés, assure la défense de la forteresse de Gaète. Elle est répartie en huit batteries, les plus connues sont Transilvania, Torre d'Orlando, Regina, Trinità et Philipstadt. Les munitions pour l'artillerie sont rares par contre les munitions pour les fusils sont en abondance. Les casemates comme les remparts sont vulnérables aux tirs de l'artillerie ennemie parce qu'elles ne sont pas blindées. La nourriture pour les soldats et la population civile n'est pas suffisante, il en est de même du fourrage nécessaire aux mille chevaux et mulets utilisés par l'armée du Royaume des Deux-Siciles.
Les forces navales restées fidèles à François II sont composées de cinq unités napolitaines, Partenope, Delfino, Messaggero, Saetta et Etna. De plus il y a dans le port de Gaète, quatre navires de guerre espagnols, Vulcan, Colon, Villa de Bilbao et Generale Alava, un navire de guerre prussien, Loreley, sept navires de guerre français, Bretagne, Fontenoy, Saint-Louis, Impérial, Alexandre, Prony et Descartes.

### Les moyens sardes
Les assiégeants se composent de 18 000 soldats, 1 600 chevaux, 66 canons rayés et 180 canons à longue portée. L'artillerie est placée à Castellone, à Canzatora, à Monte Cristo, à Monte Lombone et dans la vallée de Calegna. 
Le 5 novembre 1860 le général Enrico Cialdini, commandant du corps sarde, établit son avant-poste près de la Chapelle de Conca, aidé par quelques officiers de l'armée sicilienne qui ont rejoint les Sardes. Parmi eux, le major du génie Giacomo Guarinelli qui connait bien la forteresse de Gaète et qui donne de précieux renseignements pour guider le feu de l'artillerie sarde et frapper ainsi les objectifs militaires, sans trop de difficulté.

## Les combats
Les hostilités sur terre contre les Siciliens réfugiés à Gaète commencent le 4 novembre 1860 lors d'une bataille qui fait environ 300 morts et blessés à Mola (aujourd'hui Formia). Le siège commence réellement le  13 novembre 1860. Le 28 novembre, 400 soldats siciliens, emmenés par le général Bosco, tentent une sortie sur les collines des Cappuccini. Le coup de main réussit à grands frais en vies humaines, y compris celle du lieutenant-colonel Migy, et met en fuite les bersagliers sardes qui s'étaient installés sur le lieu.
Le 4 décembre 1860, l'armée sicilienne fait une seconde sortie en dehors des murs de la forteresse sous une pluie torrentielle, avec une équipe de 120 chasseurs qui dynamitent un groupe de maisons afin de cacher la vue à une batterie d'artillerie sarde, la forçant ainsi à prendre une nouvelle position plus en arrière.
Début décembre, une épidémie de typhus se propage à l'intérieur de la forteresse qui commence à faire des victimes parmi les militaires et les civils qui viennent s'ajouter aux bombardements des Sardes. Le 8 décembre, le roi François II, à l'occasion de la fête de l'Immaculée Conception, publie une proclamation dans laquelle il dénonce l'agression sarde, le roi Victor-Emmanuel II de Sardaigne, duc de Savoie, se rend en visite à Mola pour voir comment se déroule le siège.
Pendant ce temps, Cavour ordonne au général Cialdini de suspendre les opérations militaires pour permettre à l'amiral français Lebarbier de Tinan de délivrer un message de la part de l'empereur Napoléon III au roi François II pour l'inciter à une reddition le menaçant de mettre fin à sa protection en ordonnant aux navires de guerre français de quitter le port de Gaète. Ce dernier réussit à gagner du temps par une réponse habile, et les navires français demeurent dans le port, empêchant le blocus maritime de la forteresse. 
La trêve dure jusqu'à la nuit du 12 au 13 décembre, quand des soldats siciliens quittent la forteresse ce qui est interprété, par les Sardes, comme une tentative hostile à leur égard et ils ouvrent le feu. De leur côté, les soldats présents à l'intérieur des murs de Gaète, entendant des tirs à l'extérieur, pensent que les Sardes attaquent ce qui provoque un échange de tirs pendant trois heures. 
Le 13 décembre 1860, le roi François II fait porter à Messine, auprès du général Fergola, la somme de 30 000 ducats pour soutenir la troupe. L'aide de camp du roi, le lieutenant général Caracciolo, duc de San Vito, meurt du typhus.
Le 14 décembre 1860, le roi François II décide de dissoudre deux régiments de la Garde royale, car trop nombreux par rapport à l'effort de guerre du moment, et aussi congédie environ 50 soldats de chaque bataillon de chasseurs. Ainsi, 4 500 hommes sont renvoyés des troupes siciliennes qui s'embarquent dans les navires français Proti et Étoile avec de la nourriture pour trois jours et une solde de huit jours. Leur destination Terracina et la promesse de rejoindre dès que possible leur pays d'origine en attendant le développement des événements.
À ce stade, la force des défenseurs de Gaète passe à 12 300 soldats, 993 officiers et environ 1 000 chevaux, tandis que les attaquants se maintiennent à environ 15 500 soldats et 800 officiers. Le 15 décembre, le bombardement de Gaète devient plus intense et violent, frappant non seulement les objectifs militaires, mais aussi les objectifs civils, comme les hôpitaux, les églises et les habitations, afin d'abattre le moral des assiégés et de faciliter la chute de Gaète.
Le 23 décembre 1860, par une journée de pluie fine, les Siciliens parviennent à faire arriver à Gaète deux navires chargés de nourriture en provenance de Marseille. Le 25 décembre, il neige sur Gaète et malgré le jour solennel, les bombardements continuent. L'amiral Lebarbier de Tinan soumet au roi de Sicile une nouvelle proposition qui est une nouvelle fois repoussée.
Le 19 janvier 1861, les navires de guerre étrangers présents dans le port, qui jusqu'alors avaient empêché le blocus de la forteresse par la mer, s'en vont à la suite d'un accord secret entre Cavour et Napoléon III. Le même jour, la flotte de la maison de Savoie, encore présente à Naples, navigue vers Gaète et mouille à Mola di Gaeta. Cette flotte, sous le commandement de l'amiral Carlo Pellion di Persano, est composée de dix navires la guerre : Maria Adelaide (navire amiral), Costituzione, Ardita, Veloce, Carlo Alberto, Confienza, Vittorio Emanuele I, Monzambano, Garibaldi (ex-vaisseau sicilien) et Vinzaglio.
Le 21 janvier 1861, alors que le navire français Dahomey s'éloigne de Gaète avec environ 600 civils à son bord, à 8 heures 30 un navire de guerre sarde battant le drapeau diplomatique s'approche de Gaète et pénètre dans le port. Il a à son bord le général Luigi Federico Menabrea pour tenter de négocier une reddition, mais reçoit à nouveau une fin de non-recevoir. Le général Cialdini ordonne, alors, le début du blocus de Gaète, aussi par mer.
Le 22 janvier 1861, la flotte sarde commence à collaborer avec les forces assiégeant par voie terrestre en bombardant, depuis la mer, la forteresse de Gaète. Elle bloque et repousse tous les navires étrangers qui tentent d'accoster dans le port en vue d'empêcher l'approvisionnement en nourriture, en armes et en soldats.
Pendant la matinée, toutes les batteries de la forteresse ouvrent le feu sur les batteries sardes, encouragées par les orchestres militaires qui jouent l'hymne national. Les tirs sont si précis que les Sardes sont obligés de se mettre en retrait afin d'éviter leur destruction, la poudrerie de la colline des Cappuccini est touchée.
La flotte sarde intervient sans succès afin d'aider les troupes terrestres mais sans trop s'approcher craignant d'être touchée. Les assiégés, pour tromper la flotte ennemie et l'amener à portée de feu commence à  taquiner les marins sardes. Certains navires tombent dans le piège et s'approchent plus qu'ils ne devraient afin de frapper les remparts, c'est ainsi que navires de guerre Confienza, Vinzaglio et Saint-Bon sont sérieusement endommagés.

## Conclusion du siège

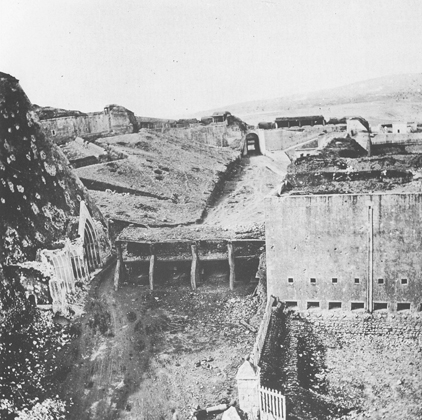
Février 1861 : photographie de la batterie Cittadella de la forteresse de Gaète.

Le siège dure 102 jours, dont 75 passés sous le feu ennemi. De tous les sièges subis par Gaète dans son histoire millénaire de forteresse militaire depuis 846, c'est le plus important par les moyens militaires engagés.
Le bilan officiel des victimes du siège est :
- dans les rangs sardes : 46 morts, 321 blessés ;
- dans les rangs siciliens : 826 morts, 569 blessés, 200 disparus.

Malheureusement, il n'existe pas de documents officiels des morts, blessés et disparus parmi la population civile, qui a également souffert du siège.
Le 4 février 1861, la poudrerie de Cappelletti est touchée par l'artillerie sarde de Casa Occagno où se trouvent 180 livres de poudre, et grâce à l'héroïsme de quelques artificiers, ils empêchent que le feu se répandre à la poudrerie de Transilvania.
Le 5 février 1861 à 16 h, l'entrepôt de munitions de la batterie de San Antonio explose, créant une brèche dans les remparts large de 30 à 40 mètres, la perte de plus de 7 tonnes de poudre et environ 42 000 cartouches. L'effondrement tue 316 artilleurs napolitains et 100 civils. Les artilleurs sardes se réjouissent des graves dommages causés dans la défense sicilienne et commencent à crier « Vive l'Italie ! » si fort que cela s'entend jusqu'à l'intérieur des murs de Gaète.
Entre-temps, le général Cialdini réunit son état-major pour élaborer la stratégie de l'assaut final, il commence à calculer les forces nécessaires pour entrer par voie maritime, il estime le nombre de victimes parmi les soldats sardes et commence à exercer ses soldats à l'utilisation des échelles. L'idée de l'assaut final est abandonnée à l'unanimité de l'état-major général, car les Sardes ne sont pas disposés à risquer la vie de leurs soldats dans une action trop sanglante, et ils décident que la capitulation de Gaète peut s'obtenir en augmentant les bombardements de la ville.
Parmi les journaux qui suivent les opérations militaires, une information circule selon laquelle l'armée sarde aurait créé une nouvelle arme, une sorte de bombe lancée depuis les bateaux sardes, si puissante qu'elle serait capable de démolir les fortifications de la ville, mais aussi les habitations et infliger des pertes sérieuses. Le général Cialdini est mécontent à l'encontre des journaux, les accusant d'être irresponsables et met en place une enquête interne pour savoir qui a raconté cela aux journalistes violant le secret militaire.
Le 6 février, une trêve est convenue entre les deux parties, elle permet pendant 48 heures d'enterrer les morts, de secourir les blessés et d'évacuer 200 soldats siciliens blessés et malades dans deux navires sardes.
En raison des conditions sanitaires, du typhus et de la fatigue des troupes, le commandant de Gaète, le général Ritucci, convoque le conseil de défense, auquel participent 31 officiers supérieurs et le 11 février 1861, le roi François II, afin d'épargner ses troupes, donne mandat au gouverneur de la place-forte de négocier la reddition de la forteresse de Gaète. Une poignée d'officiers siciliens, composée du général Antonelli, du brigadier Pasca et du lieutenant-colonel Delli Franci, se rendent à Mola di Gaeta par la mer pour négocier la reddition pendant deux jours.
Pendant ce temps, le général Enrico Cialdini poursuit les bombardements de Gaète indiquant que, bien que les négociations de reddition débutent, il ne peut accepter une demande de trêve, son habitude étant de poursuivre les hostilités jusqu'à la signature de la capitulation.
Les poudreries de la batterie Philipstadt et Transilvania explosent, le tir continu des batteries sardes empêche de porter secours aux blessés et d'enterrer les morts.
Le 13 février 1861 à 18 h 15, l'artillerie des deux côtés cesse ses tirs, le cessez-le-feu entrant en vigueur à la suite de la signature de la capitulation de la garnison. La garnison sort avec les armes et les honneurs.
Le 14 février 1861 à 8 h, alors que les troupes sardes pénètrent dans la forteresse de Gaète et qu'ils se rassemblent sur le Mont Orlando comme prévu par les accords de capitulation, le roi François II et la reine Marie-Sophie suivi des princes et ministres, après avoir reçu les derniers honneurs militaires par les troupes siciliennes et par la population, s'embarquent sur le navire de guerre français La Mouette pour se rendre en exil à Rome, invités du pape. Lorsque La Mouette est hors du port, les batteries de Gaète tirent vingt coups de canon pour saluer le roi qui part en exil et depuis la terre, on entend le cri des soldats siciliens « viva il re! ».
C'est seulement après le départ du roi que le général Cialdini prend possession de toute la place-forte et fait hisser le drapeau tricolore. 
Tous les officiers de l'armée sicilienne peuvent, à l'issue d'une période de deux mois, décider de reprendre du service dans l'armée sarde tout en conservant leur grade. Le traité de capitulation établit, entre autres choses, que les officiers conserveront leurs armes et leurs chevaux. Nombre de soldats se retirent dans les montagnes, entamant une longue période de guérilla controversée connue sous le nom de brigandage.